# Dirphya patricia
Dirphya patricia là một loài bọ cánh cứng trong họ Cerambycidae.